# میدان استقلال، گیومری
میدان استقلال، گیومری (ارمنی: Անկախության Հրապարակ) یا Ankakhutyan Hraparak یک میدان بزرگ در مرکز شهر گیومری ارمنستان است. دومین میدان پس از میدان مرکزی وارتانانتس است خیابان‌های خریمیان هایریک، گارگین نژده، آلکس مانوگیان، صایات نووا و تیگران کبیر و میدان شکل مربعی دارد (۱۲۵ در ۱۲۵ متر) و در دهه ۱۹۴۰ میلادی پس از جنگ جهانی دوم تکمیل شد
میدان استقلال گیومری در زمان سال‌های شوروی با عنوان «میدان لنین» شناخته می‌شد. در حین زمین لرزه سال ۱۹۸۸ آسیب‌هایی به آن رسید
میدان استقلال توسط پارک سبز وسیعی اشغال شده‌است قربانیان زمین‌لرزه اسپیتاک

## ساختمان‌های اطراف میدان
- ساختمان کارخانه پیشین پارچه بافی گیومری occupying the northern side.
- دادگاه گیومری on the northwestern corner.
- فرهنگستان هنرهای زیبای گیومری on the western side.
- مرکز اطلاعات فناوری گیومری on the southern side.
- دانشگاه ترقی on the eastern side.

## نگارخانه

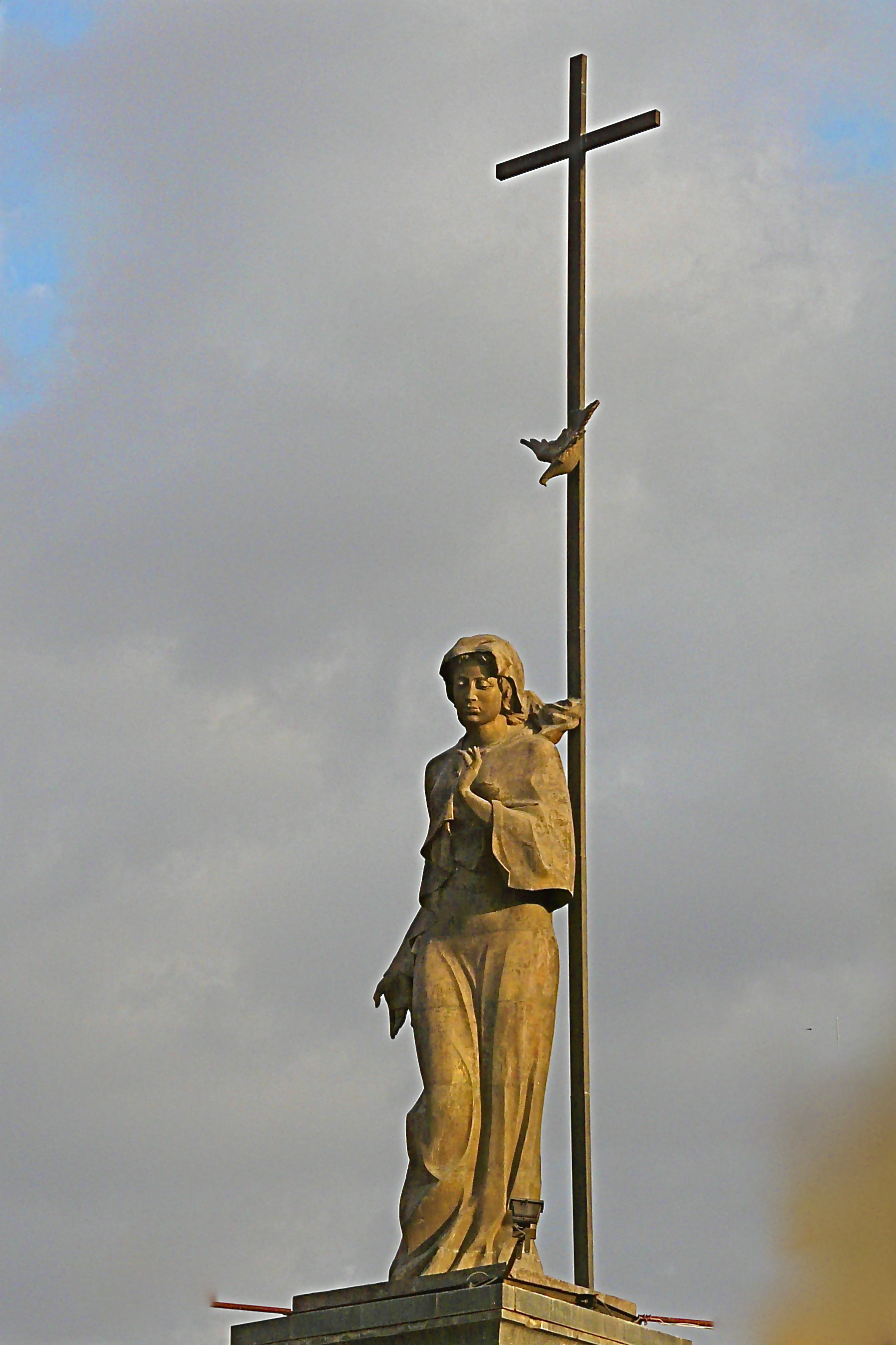
مجسمه‌ای از دختر ارمنی
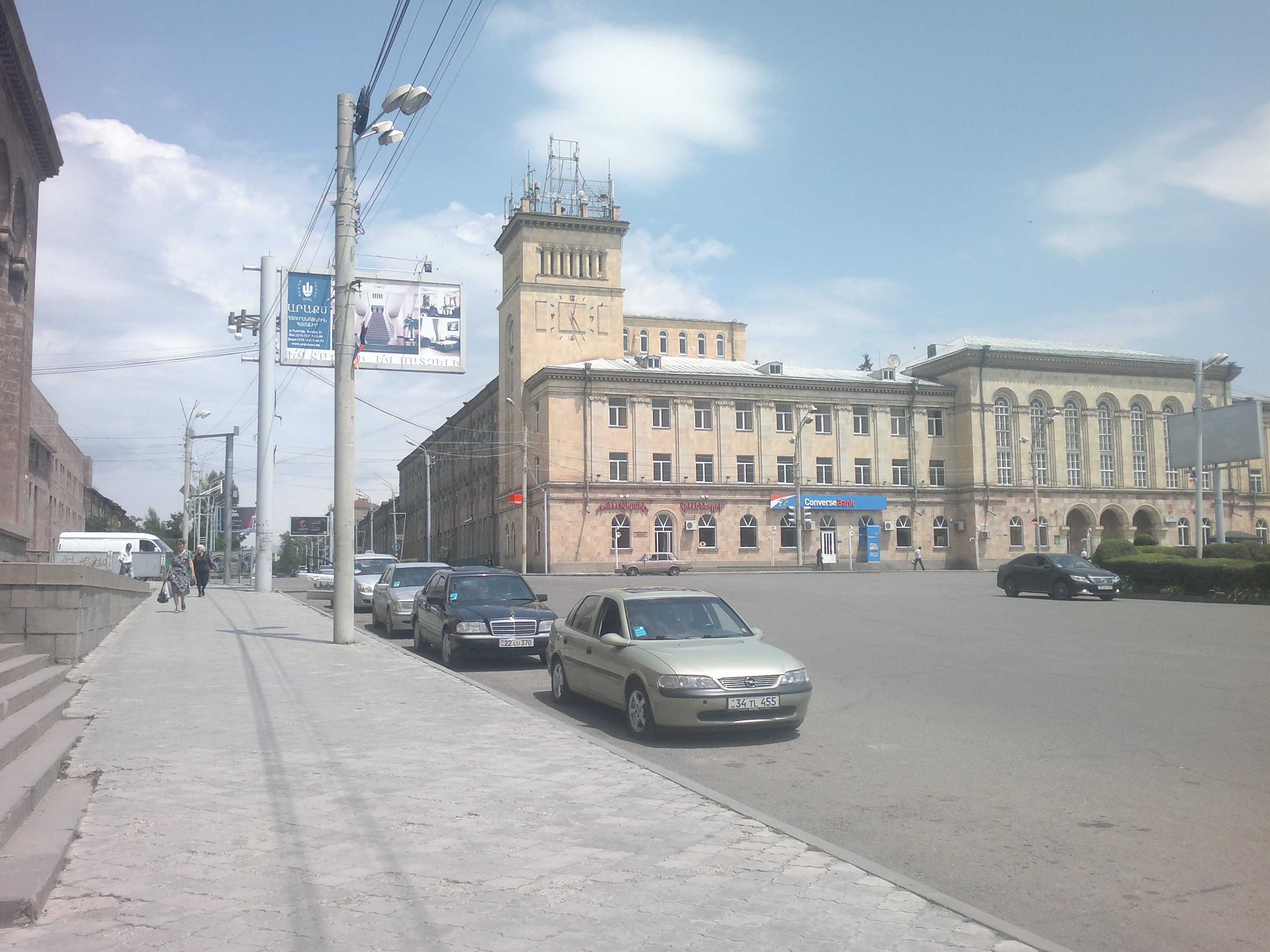
برج ساعت کارخانه پیشین پارچه بافی
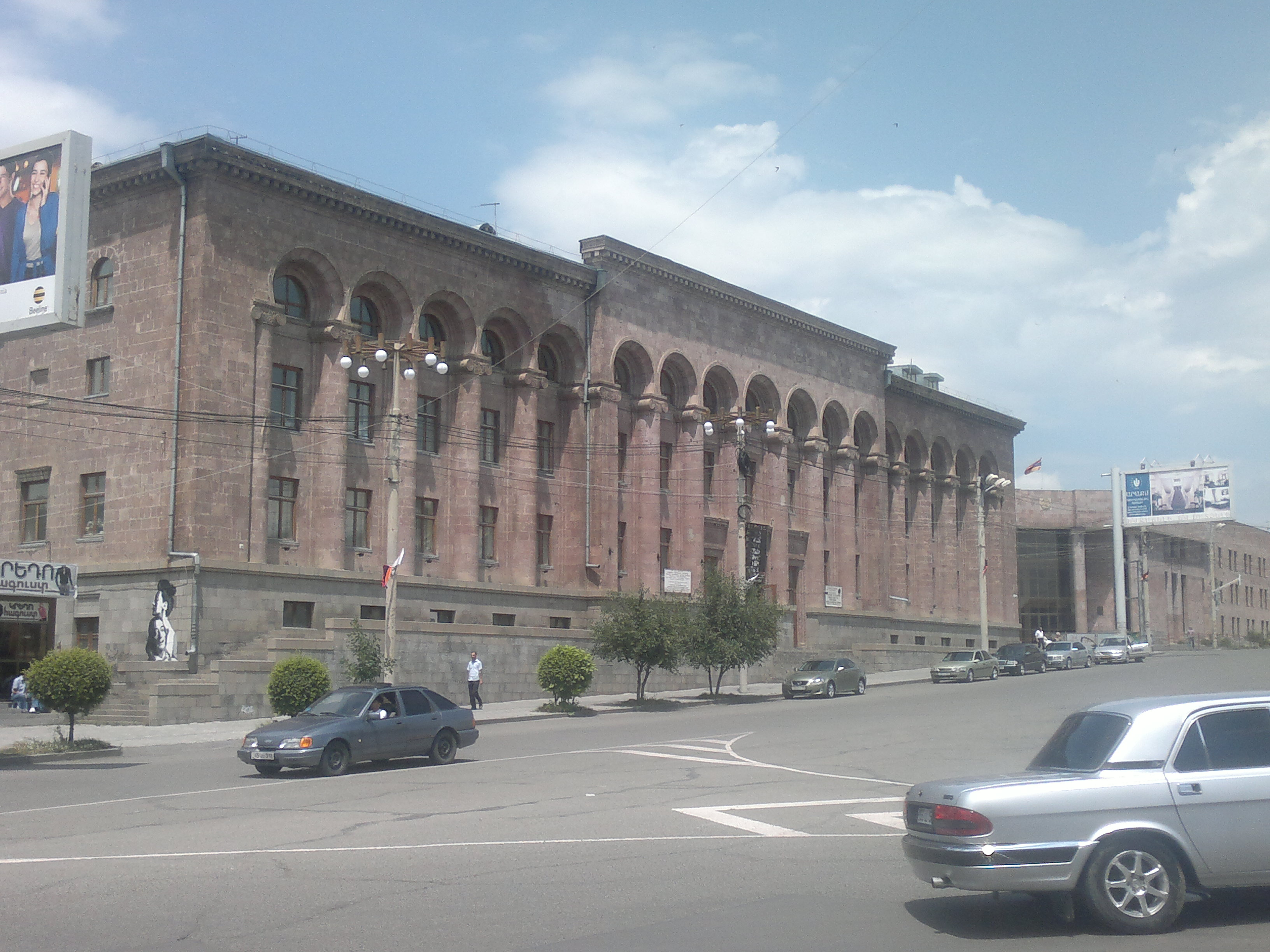
فرهنگستان هنرهای زیبا
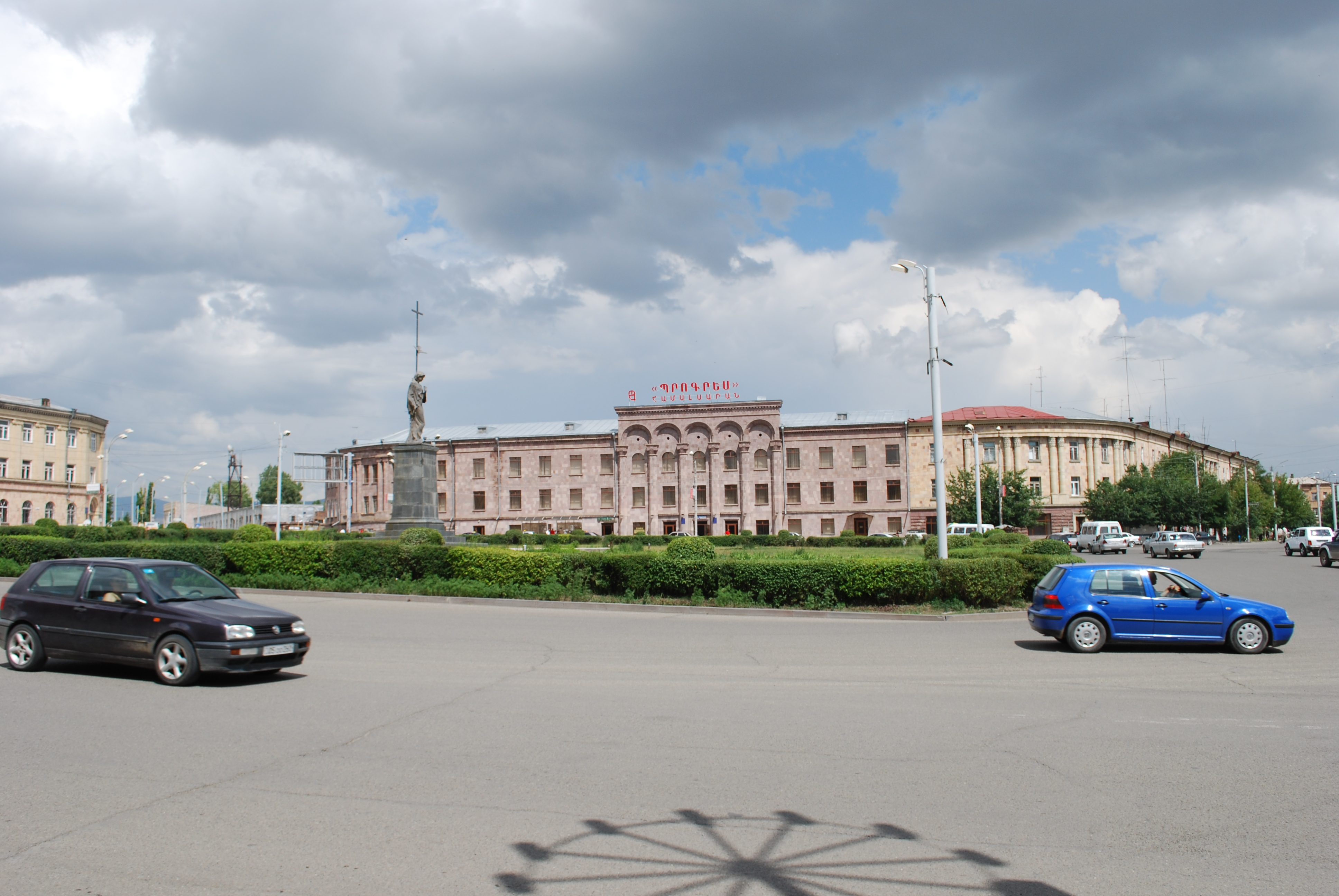
دانشگاه ترقی